# Interactieve darkride

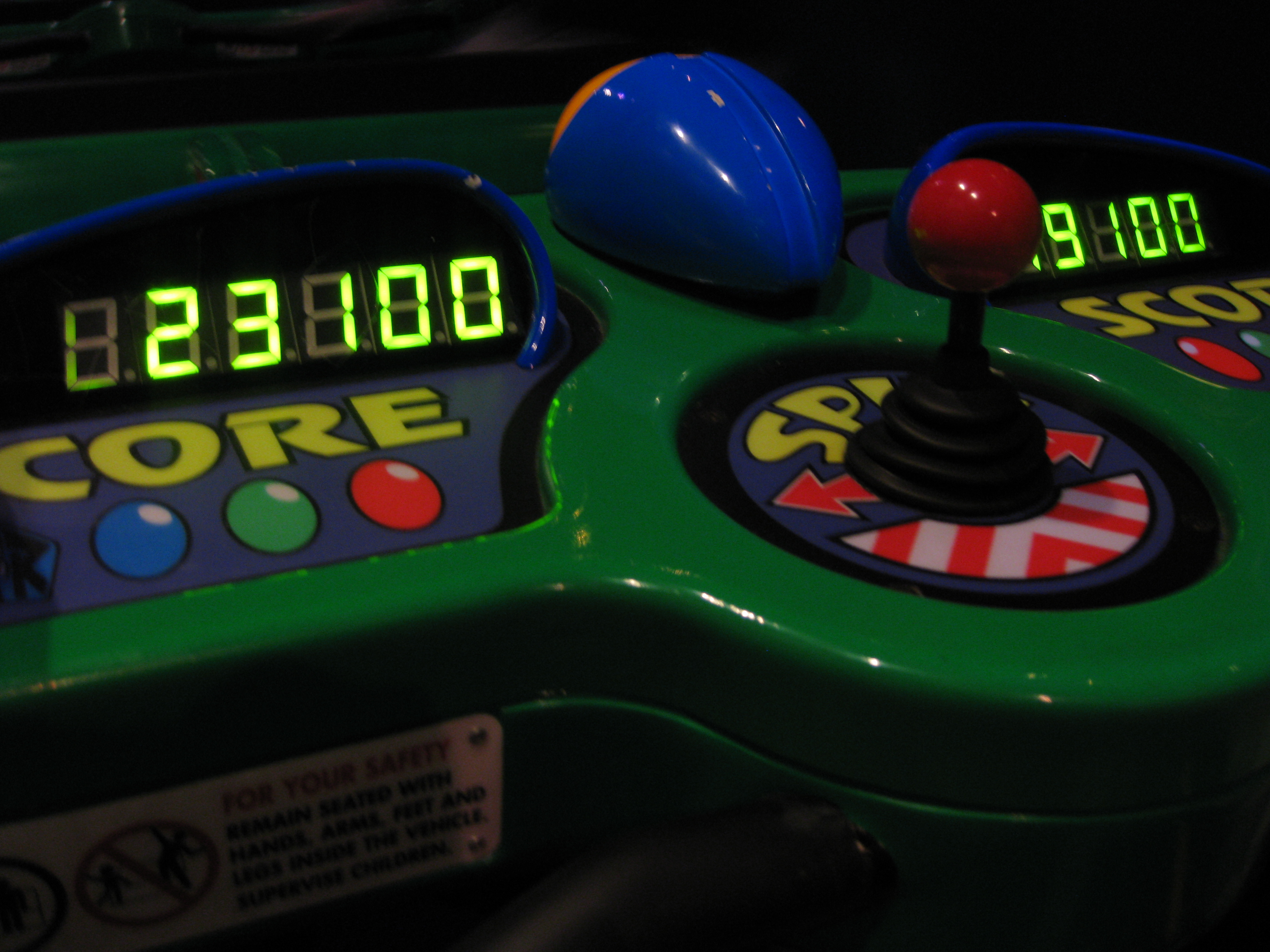
In de Buzz Lightyear-attracties wordt de huidige score in het voertuig weergeven.

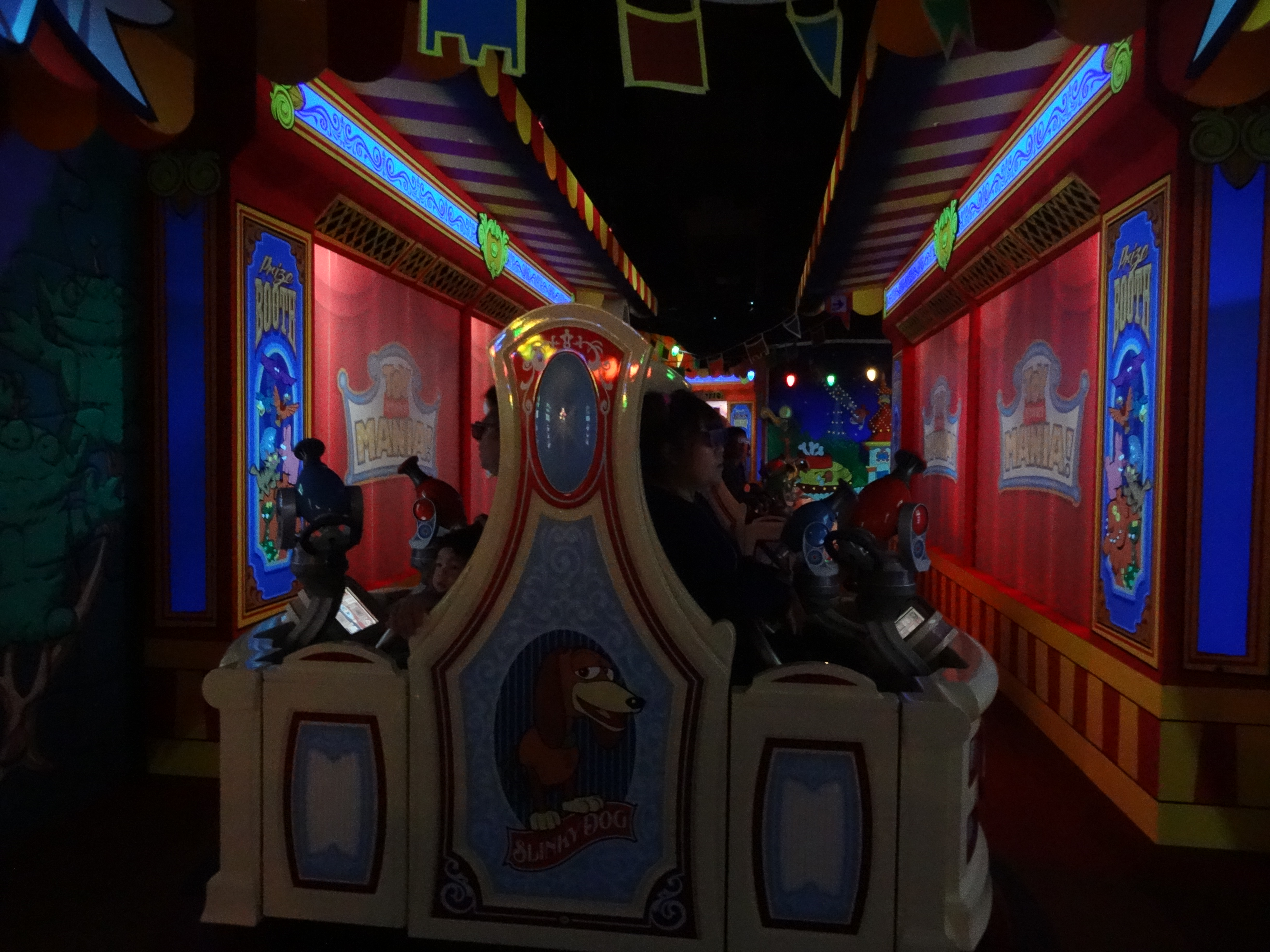
Toy Story Midway Mania! in Tokyo DisneySea.

Een interactieve darkride of shooting darkride (Nederlands: Schietende darkride) is een soort darkride, waarbij bezoekers op een actieve manier betrokken worden met de attractie.

## Werking
Bij het gros van de interactieve darkrides zijn de scènes langs de baan ingericht als een soort schiettent. Er staan dan in de scènes verschillende doelen opgesteld waar bezoekers vanuit hun voertuig op moeten schieten. Dit gebeurt met behulp van een laserpistool dat aan het voertuig zit bevestigd.
De doelen kunnen (stilstaande) objecten zijn, maar ook animatronics. Wanneer een bezoeker raak schiet, zet de bezoeker daarmee ofwel iets in werking, zoals het bewegen van een object, of krijgt hier punten voor (of beide). In dit laatste geval ziet elke bezoeker dan ofwel op het einde van de rit zijn eindscore, vaak op een groot scherm aan de muur bij het buitengaan van de attractie, ofwel op een schermpje op het voertuig. Wanneer dit op een schermpje op het voertuig gebeurt, is het vaak zo dat je gedurende de hele rit je op dat moment huidige score ziet. 
Een aantal attractieparken heeft ervoor gekozen om een topscore bij te houden, bijvoorbeeld in de vorm van een top-10.
Gezien de bezoekers in een voertuig zitten en de doelwitten moeten raken, is de snelheid van de voertuigen meestal laag. Een transportsysteem dat veel gebruikt wordt bij een interactieve darkride is het endless chain system - dit houdt in dat alle voertuigen aan elkaar vastzitten en samen een 'eindeloze' trein vormen - maar ook losse voertuigen die rails op de vloer volgen worden regelmatig toegepast. Bij beide systemen zit vaak een ingebouwd systeem dat ervoor zorgt dat de voertuigen om hun eigen as kunnen draaien.
Een interactieve darkride kan als toevoeging hebben dat het schieten op bepaalde doelen de route van de attractie kan bepalen en/of bepaalde objecten in werkingen worden gesteld.

## Primeurs
- De eerste interactieve darkride ter wereld is El Paso in Bobbejaanland.[1][2]
- De eerste interactieve darkride van Nederland is Discovery Club in Avonturenpark Hellendoorn.
- De eerste interactieve darkride van Duitsland is Abenteuer Atlantis in Europa-Park.
- De eerste interactieve 3D-darkride van Europa is Maus au Chocolat in Phantasialand.
- De eerste interactieve 3D-darkride van Nederland was Mia and Me in het failliete park Yumble Roermond.
- LEGO NINJAGO The Ride is de eerste interactieve darkride ter wereld waarbij de handen van bezoekers als laserpistolen fungeren. Deze darkride is te vinden in diverse Legoland-parken

Categorie · Afbeeldingen